# بودلال (أولاد الحاج كبدانة)
بودلال هو دُوَّار يقع بجماعة مداغ، إقليم بركان، جهة الشرق في المملكة المغربية. ينتمي الدوّار لمشيخة أولاد الحاج كبدانة التي تضم 4 دواوير. يقدر عدد سكانه بـ 172 نسمة حسب الإحصاء الرسمي للسكان والسكنى لسنة 2004.

## روابط خارجية
- البوابة الوطنية للجماعات الترابية نسخة محفوظة 12 مارس 2018 على موقع واي باك مشين.
- المندوبية السامية للتخطيط